# Dil Ne Jise Apna Kaha – Was das Herz sein Eigen nennt
Dil Ne Jise Apna Kaha – Was das Herz sein Eigen nennt (Hindi दिल ने जिसे अपना कहा, Dil Ne Jise Apna Kaha, wörtl.: Für die Person, der das Herz gehört) ist ein Bollywood-Film, der in Indien 2004 erschienen ist.

## Handlung
Die junge Ärztin Pari und der in der Werbungbranche arbeitende Rishabh sind glücklich verheiratet, haben alles was sie sich wünschen und erwarten ein Kind. Bei einem Autounfall verliert Pari ihr Kind und wird selbst schwer verletzt, so dass sie kurz darauf stirbt. Am Sterbebett hat Pari zwei letzte Wünsche. Sie will, dass ihr Herz gespendet wird und ihr Projekt – ein spezielles Krankenhaus für Kinder – vollendet wird. Rishabh verfällt nach Paris Tod in starke Depressionen. Aber auch wenn er gegen die Herzspende ist, erfüllt er ihren Wunsch und Dhani, eine herzkranke Patientin, bekommt Paris Herz. Rishabh macht sich an die Fertigstellung des Kinderkrankenhauses. Dhani und Rishabh treffen sich zufällig und Dhani fühlt sich sofort zu Rishabh hingezogen. Doch Rishabh der nicht weiß, wer Paris Herz bekommen hat, beachtet sie nicht und lebt in seinen Erinnerungen an Pari.